# Storia del Belize

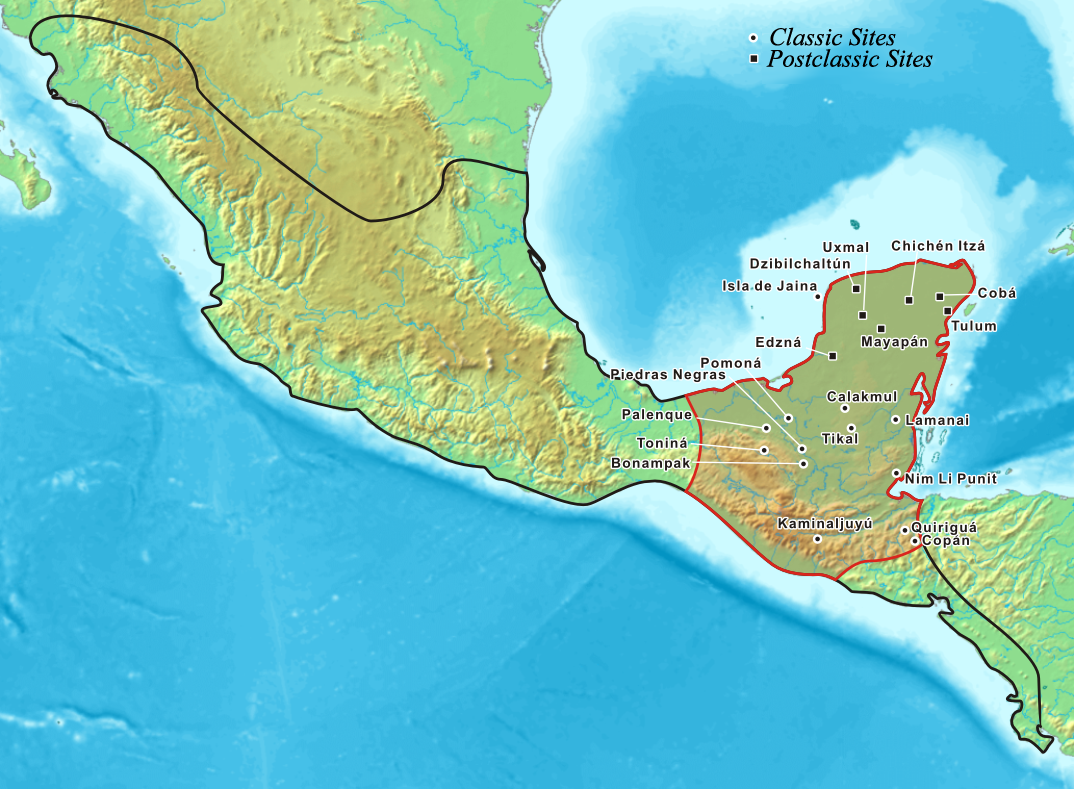
Principali siti Maya nella penisola di Yucatan

L'area sulla quale si trova l'attuale Stato del Belize era originariamente abitata da gruppi Amerindi (inizialmente Caribi, Arawak e in seguito Maya).
Prima del 2500 a.C. alcuni gruppi di cacciatori e raccoglitori costituirono piccoli insediamenti nell'area, benché per lungo tempo le attività principali furono la caccia e la raccolta nel tempo iniziò la coltivazione di mais, fagioli e peperoni piccanti. Tra il 2500 a.C. e il 250 d.C. si delinearono le strutture di base della civiltà Maya che raggiunse il massimo splendore tra il 250 e i successivi 700 anni.

## I Maya

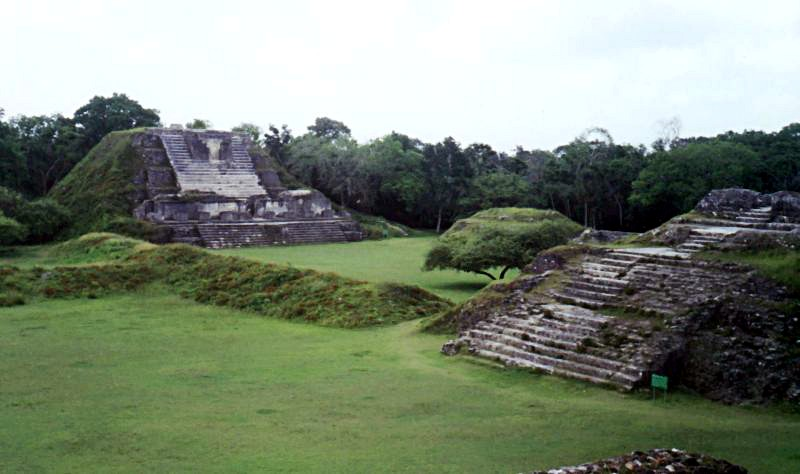
I templi di Altún Ha

I contadini iniziarono un'attività agricola maggiormente evoluta introducendo anche tecniche innovative come le colture su terrazzamenti ed un accenno di selezione delle specie. L'abbondante produzione agricola sosteneva una società strutturata che comprendeva artigiani, mercanti, guerrieri e sacerdoti addetti allo studio delle stagioni e dell'astronomia.

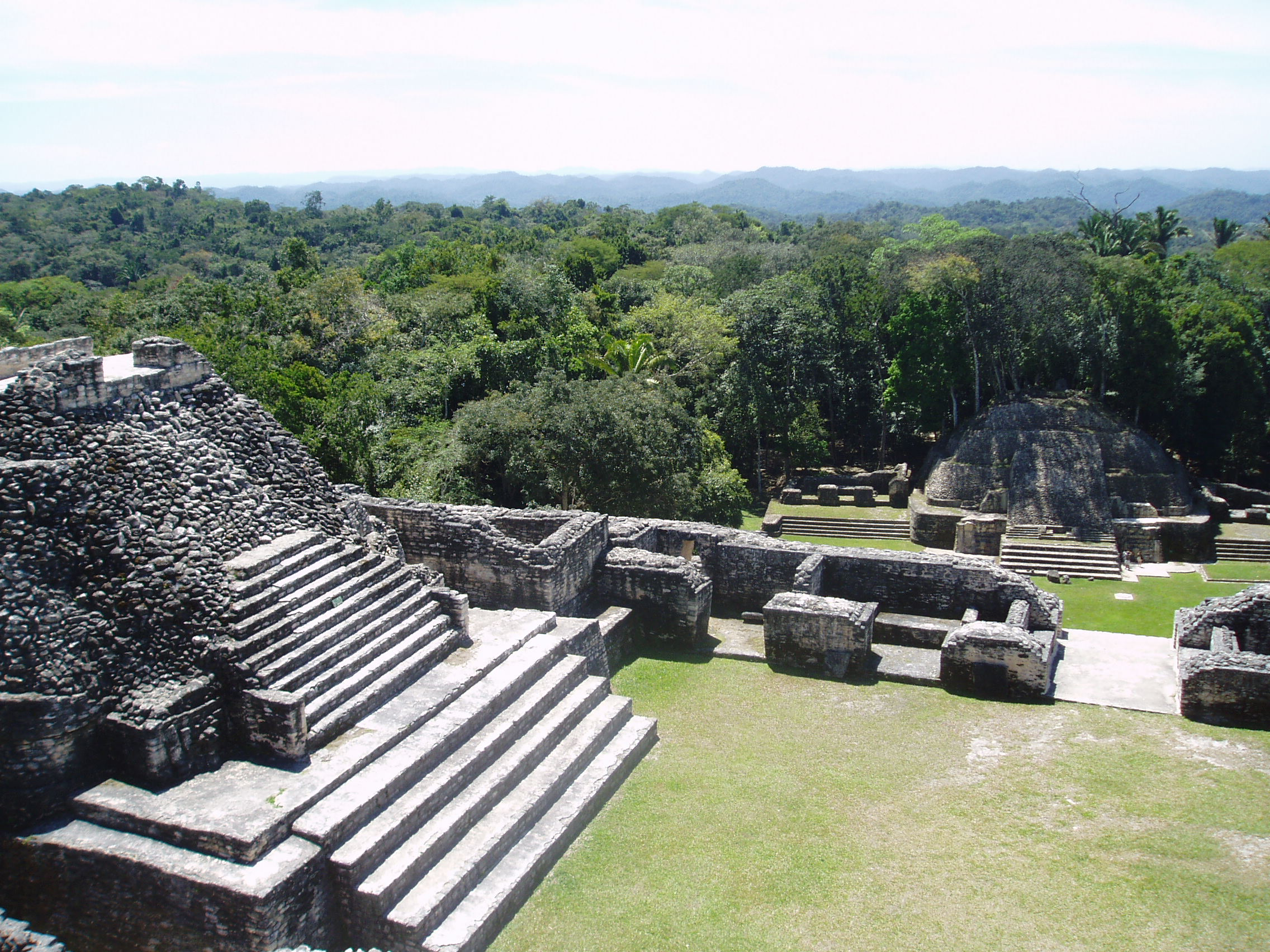
Vista del sito di Caracol

Della civiltà Maya rimangono in Belize testimonianze dell'epoca classica (250-900) e costruzioni cerimoniali del tardo periodo postclassico (dal X al XVI secolo). Poco a ovest di Orange Walk Town si trova il sito di Cuello risalente al 2500 a.C. dove sono state ritrovate alcune fra le più antiche ceramiche dell'America Centrale. Nel sito si trovano anche fondamenta di edifici collocate intorno ad una piccola piazza, evidenza di una comunità strutturata, il ritrovamento di conchiglie, ematiti e giada fa supporre un commercio attivo su lunghe distanze fin dal 1500 a.C. epoca in cui, purtuttavia, l'economia Maya era ancora fondamentalmente di sussistenza.
Cerros, un sito sulla baia di Chetumal, tra il 300 a.C. e il primo secolo era un fiorente centro commerciale e cerimoniale, vi si trovano resti di svariati edifici Maya, templi, palazzi residenziali organizzati intorno a piazze. Gli edifici sono costruiti in pietra, intonacati e decorati in modo elaborato. Il più grande artefatto in giada della civiltà Maya, una testa del dio del sole Kinich Ahau (rappresentato su tutte le banconote del paese) è stato ritrovato nel sito di Altún Ha a circa 30 km dalla città di Belize.
Altri importanti siti Maya nel Belize sono Xunantunich, Cahal Pech e El Caracol nel distretto di Cayo, Lubaantún e Nim Li Punit nel distretto di Toledo e Lamanai nel distretto di Orange Walk.
Verso la fine del periodo classico (IX secolo) si stima che risiedesse nell'area dell'attuale Belize una popolazione di circa 400 000 persone distribuita su tutta la parte coltivabile del territorio comprese le isole al largo della costa e alcune aree delle paludi costiere. Nel X secolo la civiltà Maya ebbe un tracollo, cessò la costruzione di edifici, i centri amministrativi persero di potere, il sistema sociale ed economico arretrò e la popolazione calò. Non vi è ancora una spiegazione certa della causa del declino, molti archeologi sostengono che fu dovuto a diversi fattori e che avvenne in momenti diversi nelle diverse regioni.

## L'arrivo degli europei

### I primi contatti
Gli storici di orientamento colonialista sostennero che la civiltà Maya era scomparsa dalla regione prima dell'arrivo dei primi coloni britannici, in realtà i Maya erano ancora presenti all'arrivo dei primi europei nel XVI e XVII secolo.
I primi contatti con il territorio dell'attuale Belize si erano avuto nel corso del quarto viaggio (1502) di Cristoforo Colombo raggiunse il golfo dell'Honduras e l'area di St. Georges Caye (al largo della città di Belize), pochi anni dopo due navigatori spagnoli, Vicente Yáñez Pinzón e Juan Díaz de Solís, navigarono lungo la costa del Belize diretti verso lo Yucatán. Nel 1519 Hernán Cortés conquistò il Messico e Pedro Arias Dávila fondò Panama. La Spagna inviò delle spedizioni in Guatemala e Honduras e nel 1527 cominciò la conquista dello Yucatán. Quando Cortés attraversò l'estremo sud-occidentale dell'attuale Belize incontrò insediamenti di Maya Chol, un ceppo di popolazione Maya che in seguito (XVII secolo) fu deportata negli altopiani del Guatemala. Le incursioni spagnole provenienti dallo Yucatán incontravano una ferma resistenza nelle province Maya di Chetumal (che comprendeva la parte settentrionale del Belize e la parte meridionale dello Stato messicano di Quintana Roo) e Dzuluinicob (nella parte centrale del Belize). La regione accolse la numerosa popolazione in fuga dall'invasione spagnola ma anche i virus da questa contratti durante il contatto con gli invasori. Numerose epidemie di varicella, febbre gialla e malaria indebolirono la popolazione fiaccandone la resistenza.

### L'arrivo dei britannici
Nel XVII secolo i missionari spagnoli risalirono il corso del New River e costruirono diverse missioni in territorio Maya, con l'intento di convertire e controllare la popolazione. Uno degli insediamenti raggiunti dai missionari era Tipu, riportato alla luce nel 1980, un centro abitato dall'epoca preclassica e fino al 1707. Benché conquistata dagli spagnoli nel 1544 Tipu era troppo lontana dai centri coloniali per poter essere controllata e la popolazione, aumentata dai numerosi fuggitivi provenienti dallo Yucatán, iniziò una ribellione contro l'autorità coloniale, nel 1642 la ribellione si era estesa all'intera provincia di Dzuluinicob. All'epoca, la popolazione della città era pari a circa 1 000 persone, che godettero di uno stato di autonomia dall'autorità spagnola fino al 1696, anno in cui gli spagnoli procedettero a "pacificare" la zona per sostenere le attività dei missionari. Nel 1697 la Spagna conquistò Itzá, e nel 1707 la popolazione di Tipu fu deportata nell'area vicina al lago Petén Itzá. Il centro politico della provincia di Dzuluinicob cessò di esistere proprio nel momento in cui i coloni britannici iniziarono ad insediarsi nella regione.
Nel XVI e XVII secolo i tentativi spagnoli di mantenere il monopolio dei traffici commerciali e della colonizzazione delle aree del nuovo mondo da loro rivendicate vennero progressivamente minati dall'arrivo di nord-europei, olandesi, britannici e francesi si insediarono in aree dove il dominio spagnolo era debole come le isole minori delle Piccole Antille, la terra di nessuno nella Guiana fra i domini spagnoli e portoghesi, le coste non ancora tracciate della penisola di Yucatán e dell'America Centrale e da queste zone cominciarono ad insidiare il monopolio spagnolo con attività di pirateria, contrabbando e guerriglia. In seguito l'Inghilterra sfidò la Spagna conquistando Giamaica e utilizzando l'isola come base di supporto per i suoi insediamenti dallo Yucatán al Nicaragua.

### I difficili rapporti di vicinato...

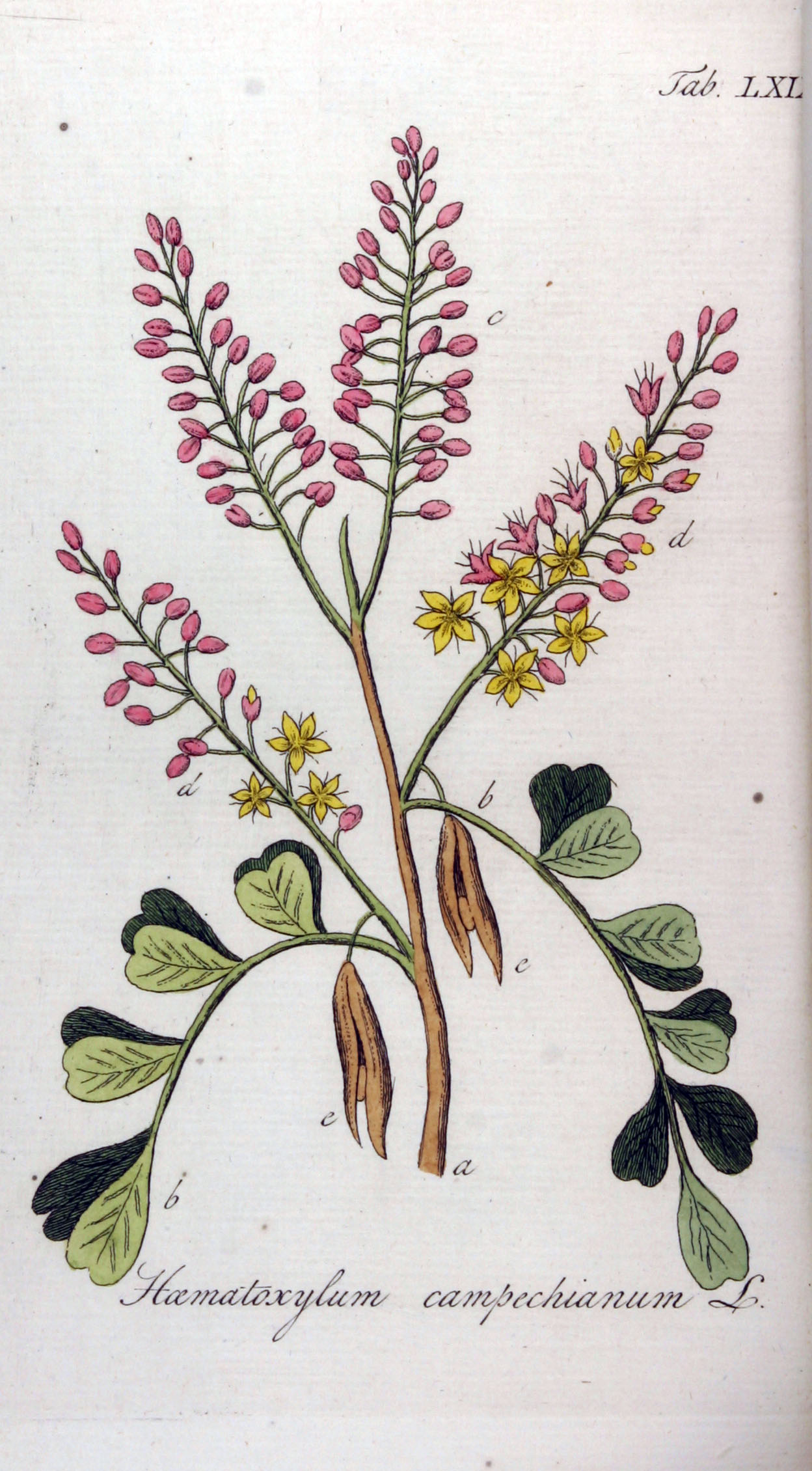
Haematoxylum campechianum in una tavola del 1813

Nella prima parte del XVII secolo sulle coste della baia di Campeche (Messico sud-orientale) e sulla penisola di Yucatán i bucanieri britannici si interessarono al legno di campeggio utilizzato per la produzione di tinture usate nell'industria tessile e sempre più richiesto in Europa. I bucanieri iniziarono a usare le coste del Belize, considerate dagli spagnoli come inospitali e inabitabili, come base per attaccare le navi spagnole che trasportavano il legno, la fine del saccheggio delle navi spagnole avvenne quando iniziò lo sfruttamento in proprio del legname (tra il 1650 e il 1660) diffuso in Belize come in tutta la penisola dello Yucatán, sfruttamento che divenne, per tutto il successivo secolo, la principale attività degli insediamenti britannici nell'area. Secondo la leggenda, uno di questi bucanieri di nome Peter Wallace (chiamato Ballis dagli spagnoli) nel 1638 si insediò nei pressi del fiume che chiamò Belize.
Il 23 maggio 1667 Spagna e Gran Bretagna firmarono un trattato col quale la prima si impegnava a garantire la libertà degli scambi in cambio dell'interruzione delle attività piratesche, i bucanieri si dedicarono più intensamente all'attività di sfruttamento del legname, nel 1670 i due paesi siglarono un nuovo trattato, (trattato di Godolphin), che confermava alla Gran Bretagna il possesso dei territori già occupati, rimase tuttavia incerto lo status dell'area costiera fra Yucatán and Nicaragua, non citata nel trattato, nella zona i rapporti fra i due paesi continuarono quindi ad essere conflittuali. Nel 1717 la Spagna espulse i tagliatori di campeggio dalla baia di Campeche con l'effetto (indesiderato) di aumentare la popolazione degli insediamenti nei pressi del fiume Belize. Altre offensive spagnole seguirono nel 1730, nel 1754 e nel 1779 gli spagnoli costrinsero i britannici a lasciare l'area. Gli spagnoli non si insediarono però sul territorio per cui i britannici ritornarono e ripresero le loro attività.
Alla fine della guerra dei sette anni il trattato di Parigi concesse alla Gran Bretagna il diritto di tagliare ed esportare il legname ma accordò alla Spagna la sovranità sull'area, mancava tuttavia un accordo specifico che definisse in modo preciso l'area sfruttabile dagli inglesi e la città di frontiera di Bacalar divenne la base spagnola per le operazioni contro i britannici. La guerra riprese nel 1779, i britannici abbandonarono l'area per farvi ritorno dopo il trattato di Versailles del 1783, venne definita un'area precisa entro la quale i britannici potevano tagliare legname comprendente il territorio fra il fiume Hondo e il fiume Belize.
I britannici fino a quel momento erano stati riluttanti, per timore di provocare le autorità spagnole, nel formalizzare un assetto istituzionale degli insediamenti. Annualmente venivano eletti dei magistrati incaricati di favorire l'applicazione del common law negli insediamenti, queste figure non avevano però alcun riconoscimento da parte del governo britannico, nel 1765 il contrammiraglio William Burnaby codificò un regolamento per gli insediamenti (conosciuto come il Burnaby's Code) ma fu solo nel 1784, col ritorno dei britannici nell'area che il governatore della Giamaica (all'epoca il colonnello Edward Marcus Despard) divenne sovrintendente dell'Insediamento del Belize nella Baia di Honduras (Settlement of Belize in the Bay of Honduras). Nel frattempo la domanda di legname per tinture era calata mentre era in aumento quella di mogano (genere: Swietenia e in particolare Swietenia macrophylla) utilizzato per la costruzione di navi, i britannici chiesero quindi un nuovo accordo.

### Tentativi di autogoverno
Tramite la Convenzione di Londra del 1786 il governo spagnolo accordò ai residenti britannici (chiamati Baymen) il diritto di usufrutto di un'area definita con precisione ed estesa circa 4800 km² delimitata dai fiumi Hondo a nord e Sibun a sud, la convenzione non permetteva però la costruzione di fortificazioni, l'istituzione di forme di governo militari o civili e la creazione di coltivazioni o piantagioni. La Spagna riaffermò la sovranità sull'area richiedendo il diritto di effettuare ispezioni biennali, la Gran Bretagna, per contro, si impegnava ad evacuare i suoi insediamenti sulla Costa dei Mosquito nella parte occidentale del Nicaragua, circa 2000 residenti di quell'area andarono quindi, nel 1787, a rinforzare la presenza britannica nel Belize.
L'ultima offensiva spagnola risale al 1798 quando il governatore generale dello Yucatán inviò una flottiglia composta da circa 30 vascelli con a bordo 500 marinai e circa 2.000 soldati all'attacco degli insediamenti britannici. Le schermaglie durarono diversi giorni e culminarono in una battaglia di circa due ore e mezza il 10 settembre 1798 nota come battaglia di St. George's Caye al termine della quale gli spagnoli lasciarono l'area e abbandonarono i tentativi di evacuare i britannici dalla zona.
Nonostante i trattati non lo consentissero iniziarono a prendere forma delle strutture di governo locale e sorsero estese piantagioni, nel tardo XVIII secolo l'insediamento era politicamente ed economicamente controllato da un'oligarchia di coloni relativamente benestanti che tramite delle risoluzioni chiamate "leggi locali" (local laws) approvate durante le pubbliche assemblee rivendicavano il controllo di circa quattro quinti del territorio definito dalla Convenzione di Londra. La stessa oligarchia possedeva oltre la metà degli schiavi della colonia e aveva il controllo completo delle esportazioni, importazione e del commercio al dettaglio, decideva inoltre la tassazione. Un gruppo di magistrati, eletti tra i membri della stessa oligarchia, ricopriva funzioni esecutive e legislative.
Il gruppo dei proprietari terrieri opponeva una ferma resistenza ad ogni sfida al loro potere, il colonnello Edward Marcus Despard, primo sovrintendente nominato dal governatore della Giamaica nel 1784 fu sospeso nel 1789 quando i coloni sfidarono la sua autorità. Nel 1816 il sovrintendente George Arthur proclamò tutti i terreni non rivendicati dai coloni come proprietà della corona e quindi assegnabili solo da parte di quest'ultima scalfendo però solo in parte il sistema della proprietà e di potere già esistente.

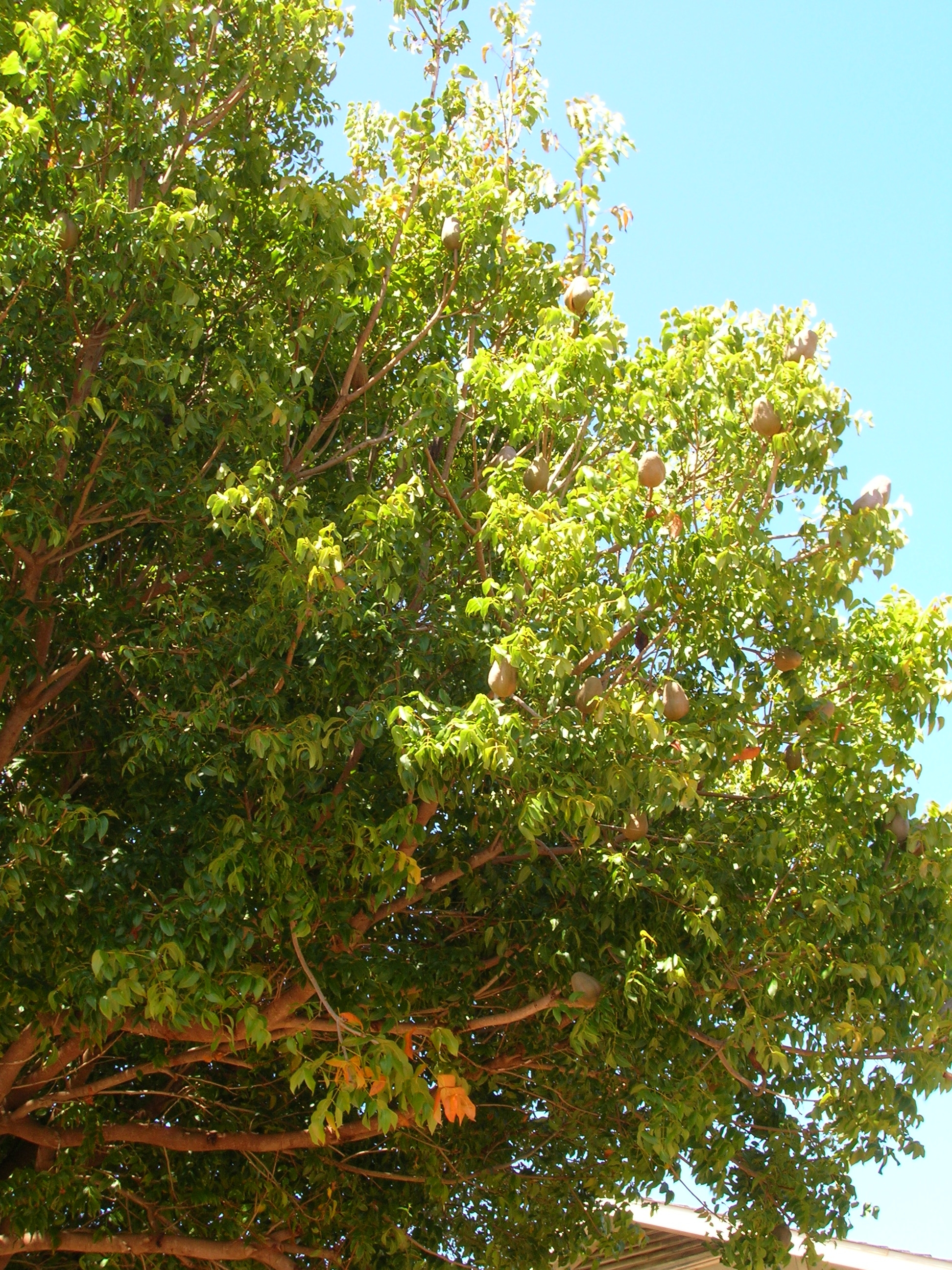
Swietenia macrophylla, detto anche Mogano del Belize

Lo sfruttamento di legname da tintura era un'attività poco estensiva più manodopera era invece richiesta per il taglio del mogano, a partire dalla seconda metà del XVIII secolo furono importati nell'area gruppi di schiavi provenienti dai mercati delle Indie Occidentali, dagli Stati Uniti e spesso direttamente dall'Africa, dal Golfo del Benin (attuale Nigeria), dal Congo e dall'Angola. Una delle etnie più numerose era quella degli Ibo (o Eboe), una parte di Belize era chiamata Eboe Town, gradualmente gli schiavi integrarono elementi di cultura locale nelle loro tradizioni originarie dando vita ad una cultura creola locale.

### La schiavitù
Il potere era saldamente detenuto dalla minoranza bianca che controllava completamente le attività economiche di estrazione e commercio del legname ma anche le istituzioni politiche e giudiziarie, missionari anglicani, battisti e metodisti influenzarono la popolazione degli schiavi riducendo ulteriormente l'influenza dell'eredità culturale africana. 
Gli schiavi maschi erano utilizzati in piccoli gruppi che lavoravano nelle foreste rimanendo isolati per settimane e talvolta per mesi riducendo il fabbisogno di personale di sorveglianza. Le donne e i bambini erano impiegati come personale di servizio nelle case, talvolta degli schiavi erano impiegati come panettieri, infermiere, marinai, fabbri ma perlopiù erano assegnati ad attività a bassa qualifica, questo rappresentò un elemento di problematicità al momento dell'emancipazione nel 1838.
La vita degli schiavi, benché diversa da quella degli schiavi delle piantagioni di zucchero tipiche dell'area caraibica era comunque all'insegna dell'oppressione, vi erano frequenti suicidi, omicidi, aborti e tentativi di fuga, la fuga era relativamente facile per gli schiavi dedicati all'estrazione di legname, nei confinanti paesi del Guatemala e dell'Honduras si insediarono gruppi di fuggitivi che offrivano rifugio al costante flusso di schiavi in fuga. Numerose furono le rivolte, l'ultima ebbe luogo nel 1820 e coinvolse un consistente numero di individui armati. Una delle politiche usate per il controllo degli schiavi era quella di tenerli rigorosamente separati dalla popolazione creola libera, i cosiddetti Coloured Subjects of Free Condition, accordando a quest'ultima dei limitati diritti.
Nel 1833 venne promulgato lo Slavery Abolition Act 1833 che prevedeva l'abolizione della schiavitù nell'intero impero britannico, l'emancipazione fu graduale, per un quinquennio venne istituito un sistema di "apprendistato" in base al quale gli schiavi rimanevano presso il loro ex-padrone come apprendisti salariati. L'abolizione completa avvenne nel 1838 ma la società del Belize rimase rigidamente strutturata in un sistema di classi basate sulla razza e sul censo ma soprattutto sulla proprietà dei terreni. All'inizio del XIX secolo gran parte del territorio del Belize era di proprietà di una dozzina di proprietari che detenevano completamente il potere economico e politico. L'attività economica prevalente rimaneva il taglio e commercio del legname, forme di agricoltura di sussistenza erano praticate dalla popolazione creola, dai Garifuna e dalle popolazioni indigene nell'interno del paese.

### I Garifuna
Nel periodo in cui la colonia stava affrontando le conseguenze della cessazione della schiavitù arrivò in Belize un nuovo gruppo etnico, i Garifuna. Nei primi anni del XIX secolo apparvero in Belize i primi Garifuna, una popolazione discendente dai caribi delle Piccole Antille mescolatasi con schiavi africani fuggiti, i Garifuna furono scacciati dalle Piccole Antille nel 1796, in seguito ad una violenta ribellione sull'isola di Saint Vicent furono deportati sulle Bay Islands (attuali Islas de la Bahía in Honduras), da qui migrarono verso le coste del Nicaragua, dell'Honduras, del Guatemala e del Belize. Nel 1802 circa 150 Garifuna si insediatono a Stann Creek (l'attuale Dangriga), in seguito (1832) altri gruppi di Garifuna emigrarono dall'Honduras. I Garifuna furono trattati dai britannici alla stregua di occupanti abusivi, il Crown Lands Ordinance del 1872 proibiva ai Garifuna e ai Maya di divenire proprietari di terreni.

## Honduras Britannico
Intorno alla metà del XIX secolo la lotta di potere fra il sovrintendente e la classe dei proprietari terrieri coincise con eventi diplomatici internazionali, tramite il Trattato di Clayton-Bulwer (1850) Gran Bretagna e Stati Uniti concordarono la costruzione di un canale nell'America Centrale e una limitazione delle rispettive rivendicazioni coloniali nell'area. Mentre la Gran Bretagna interpretò la limitazione come applicabile alle sole rivendicazioni future, escludendo quindi le aree già colonizzate del Belize, delle Bay Islands e della Mosquito Coast, (considerate dipendenze del Belize), gli Stati Uniti, per contro, chiedevano l'evacuazione della zona. La Gran Bretagna cedette sulle Bay Islands e sulla Mosquito Coast (cedute all'Honduras e al Nicaragua) ma promulgò una costituzione formale per garantirsi una base legale per il possesso dell'attuale Belize. L'assemblea legislativa costituita nel 1854, era formata da 18 membri eletti e da tre membri nominati dal sovrintendente, il vero potere era però detenuto dall'ufficio coloniale di Londra. Nel 1862 il Settlement of Belize in the Bay of Honduras fu dichiarato colonia britannica con il nome di British Honduras e il rappresentante della corona divenne un lieutenant governor, subordinato al governatore della Giamaica.

## L'emigrazione Maya e i conflitti
I britannici consolidarono la loro presenza nel territorio e si inoltrarono progressivamente nell'interno del paese alla ricerca del prezioso legno di mogano, incontrarono però la resistenza dei Maya, nella seconda metà del XIX secolo una combinazione di eventi interni ed esterni alla colonia ridefinì la posizione della popolazione Maya.
Durante la guerra delle caste che si svolse in Yucatán (1847–1901) migliaia di persone si rifugiarono nell'Honduras britannico. Nel 1855 l'assemblea legislativa stabilì che ai Maya non era permessa la proprietà dei terreni, potevano solo affittare oppure vivere in riserve. Gran parte dei rifugiati erano piccoli agricoltori che, nel 1957, coltivavano quantitativi considerevoli di zucchero, riso, mail e verdure nel Northern District (attuali distretti di Corozal e Orange Walk). Nel 1857 la cittadina di Corozal Town, fondata solo sei anni prima, aveva 4 500 abitanti, Belize, la capitale ne aveva 7000.
Alcuni gruppi di esuli Maya si insediarono nelle remote regioni delle colline di Yalbac, al limite della frontiera dello sfruttamento del mogano. Nel 1862 circa 1000 Maya si insediarono in 10 villaggi in questa regione, con il centro maggiore a San Pedro. Nel 1866 un gruppo di Maya, guidati da Marcos Canul attaccarono un campo di taglialegna sul fiume Bravo, chiedendo un riscatto per i prigionieri e il pagamento dell'affitto per lo sfruttamento dei territori. All'inizio del 1867 truppe inglesi distrussero i villaggi con l'intento di scacciare i Maya dalla regione. Nell'aprile del 1870 Canul e i suoi uomini marciarono su Corozal e invasero la cittadina.